# Reuves
Reuves település Franciaországban, Marne megyében. Lakosainak száma 60 fő (2022. január 1.). Reuves Villevenard, Allemant, Broussy-le-Petit, Courjeonnet, Mondement-Montgivroux és Oyes községekkel határos.

## Népesség
A település népessége az elmúlt években az alábbi módon változott:
| Lakosok száma | 72   | 70   | 75   | 60   | 69   | 73   | 71   | 63   | 62   | 60   |
|               | 1968 | 1982 | 1990 | 2006 | 2013 | 2015 | 2017 | 2019 | 2020 | 2022 |